# El Gara
El Gara (en àrab الكارة, al-Gāra; en amazic ⵍⴳⴰⵕⴰ) és un municipi de la província de Berrechid, a la regió de Casablanca-Settat, al Marroc. Segons el cens de 2014 tenia una població total de 20.855 persones. Està situat entre Ouled Said a l'est, Casablanca al nord, Settat al sud i Benslimane a l'est.

## Personatges cèlebres
- Soufiane Alloudi (futbolista)[2]